# Unterseeboot 959
L'Unterseeboot 959 ou U-959 est un sous-marin allemand (U-Boot) de type VIIC utilisé par la Kriegsmarine pendant la Seconde Guerre mondiale.
Le sous-marin fut commandé le 5 juin 1941 à Hambourg (Blohm + Voss), sa quille fut posée le 21 mars 1942, il fut lancé le 3 décembre 1942 et mis en service le 21 janvier 1943, sous le commandement de l'Oberleutnant zur See Martin Duppel.
L'U-959 n'endommagea ou ne coula aucun navire au cours des deux patrouilles (42 jours en mer) qu'il effectua.
Il fut coulé par la Royal Navy dans l'Atlantique Nord, en mai 1944.

## Conception
Unterseeboot type VII, l'U-959 avait un déplacement de 769 tonnes en surface et 871 tonnes en plongée. Il avait une longueur totale de 67,10 m, un maître-bau de 6,20 m, une hauteur de 9,60 m et un tirant d'eau de 4,74 m. Le sous-marin était propulsé par deux hélices de 1,23 m, deux moteurs diesel Germaniawerft M6V 40/46 de 6 cylindres en ligne de 1 400 cv à 470 tr/min, produisant un total de 2 060 à 2 350 kW en surface et de deux moteurs électriques Brown, Boveri & Cie GG UB 720/8 de 375 cv à 295 tr/min, produisant un total 550 kW, en plongée. Le sous-marin avait une vitesse en surface de 17,7 nœuds (32,8 km/h) et une vitesse de 7,6 nœuds (14,1 km/h) en plongée. Immergé, il avait un rayon d'action de 80 milles marins (150 km) à 4 nœuds (7,4 km/h; 4,6 milles par heure) et pouvait atteindre une profondeur de 230 m. En surface son rayon d'action était de 8 500 milles nautiques (soit 15 700 km) à 10 nœuds (19 km/h).
L'U-959 était équipé de cinq tubes lance-torpilles de 53,3 cm (quatre montés à l'avant et un à l'arrière) et embarquait quatorze torpilles. Il était équipé d'un canon de 8,8 cm SK C/35 (220 coups) et d'un canon antiaérien de 20 mm Flak. Il pouvait transporter 26 mines TMA ou 39 mines TMB. Son équipage comprenait 4 officiers et 40 à 56 sous-mariniers.

## Historique
Il reçut sa formation de base au sein de la 5. Unterseebootsflottille jusqu'au 29 février 1944, puis il intégra sa formation de combat dans la 13. Unterseebootsflottille.
Le 12 août 1943 à 16 h 2, le Bootsmaat Johann Toifl passe par-dessus bord pendant un exercice au nord du Cape Rozewie (en). Malgré le port d'un gilet de sauvetage, il n'est pas retrouvé lors d'une recherche de quatre heures par six U-Boote et par le ravitailleur de sous-marins Isar. 
Sa première patrouille est précédée d'un court trajet de Kiel à Bergen. Elle commence le 25 février 1944 au départ de Bergen. L'U-959 opère le long des côtes norvégienne pendant 21 jours, sans succès.
Après un court passage à Trondheim, le sous-marin se rend à Narvik. Sa deuxième patrouille commence le 22 avril 1944 pour la mer de Norvège. 
L'U-959 est attaqué et coulé le 2 mai 1944 au sud-est de l'île Jan Mayen à la position 69° 20′ N, 0° 20′ O, par des charges en profondeur d'un avion bombardier Swordfish britannique du 824 Naval Air Squadron venant du porte-avions d'escorte HMS Fencer (D64) (en). 
Les cinquante-trois membres d'équipage meurent dans cette attaque.

## Affectations
- 5. Unterseebootsflottille du 21 janvier 1943 au 29 février 1944 (Période de formation).
- 13. Unterseebootsflottille du 1er mars 1944 au 2 mai 1944 (Unité combattante).

## Commandement
- Oberleutnant zur See Martin Duppel du 21 janvier 1943 au 25 juillet 1943.
- Oberleutnant zur See Friedrich Weitz du 26 juillet 1943 au 2 mai 1944.

## Patrouilles
|       | Commandant            | Départ          | Départ    | Arrivée         | Arrivée   | Jours    | Succès |
| ----- | --------------------- | --------------- | --------- | --------------- | --------- | -------- | ------ |
|       | Oblt. Friedrich Weitz | 22 février 1944 | Kiel      | 24 février 1944 | Bergen    | 3 jours  |        |
| 1     | Oblt. Friedrich Weitz | 25 février 1944 | Bergen    | 16 mars 1944    | Narvik    | 21 jours |        |
|       | Oblt. Friedrich Weitz | 17 mars 1944    | Narvik    | 20 mars 1944    | Trondheim | 4 jours  |        |
|       | Oblt. Friedrich Weitz | 19 avril 1944   | Trondheim | 21 avril 1944   | Narvik    | 3 jours  |        |
| 2     | Oblt. Friedrich Weitz | 22 avril 1944   | Narvik    | 2 mai 1944      | Coulé     | 11 jours |        |
| Total | Total                 | Total           | Total     | Total           | Total     | 42 jours | 0 t    |

Note : Oblt. = Oberleutnant zur See

### Opérations Wolfpack
L'U-959 a opéré avec les Wolfpacks (meute de loups) durant sa carrière opérationnelle.
- Boreas (29 février — 10 mars 1944)
- Thor (10 — 15 mars 1944)